# Jean Speth
Jean Frédéric Speth (Antwerpen, 30 december 1885 - Kapellen, 7 maart 1961) was een Belgisch industrieel en politicus voor de Liberale Partij.

## Levensloop
Jean Speth werd geboren als tweede zoon uit het tweede huwelijk van Fréderic Speth, een Pruisische jongeman die in 1869 naar Antwerpen geëmigreerd was wegens de nakende oorlogsdreiging. Fréderic Speth stichtte in Antwerpen de firma Fr. Speth &Co, gespecialiseerd in petroleumproducten. Zijn firma zou later mee aan de basis liggen van de American Petroleum Company.
Net als zijn vader was ook Jean Speth industrieel.
Speth was gemeenteraadslid van Kapellen, van 1912 tot 1951 en was burgemeester van deze gemeente van 1933 tot 1946. Tijdens de Tweede Wereldoorlog werd hij aan de kant gezet als francofoon en vriend van de Joden, die talrijk waren in Kapellen. De oorlogsburgemeester van Kapellen was Frans Jacobs, die achtereenvolgens lid was van Rex, VNV en DeVlag.
In oktober 1944 verving hij als liberaal senator voor het arrondissement Antwerpen de tijdens de oorlog in Londen overleden Léon Dens. Hij vervulde dit mandaat tot aan de verkiezingen van februari 1946.
Speth bewoonde het kasteel Irishof met een domein van 40 ha. Hij bood het tijdens de Tweede Wereldoorlog aan de stad Antwerpen aan om te dienen als home voor zwakke kinderen.
In Kapellen is er het Cultureel Centrum Jean Speth.